# Al Salmiya Club
Al Salmiya je kuvajtski nogometni klub sa sjedištem u gradu Al Salmiyi.
Utemeljen je 1964. godine. 
Klupske boje su nebesko plava i bijela.
Svoje utakmice igra na Stadionu Thamir koji može primiti 14.000 gledatelja.
Sjedište mu je u Al Khanassa Street, Block 3, Al Salmiya.

## Klupski uspjesi
- Kuvajtsko nogometno prvenstvo:
  - Prvak: 1981., 1995., 1998., 2000.

- Kuvajtski nogometni kup
  - Osvajač: 1993., 2001.
  - Sudionik završnice: 2003.